# Martin Hauswald
Martin Hauswald (* 3. März 1982 in Sebnitz) ist ein ehemaliger deutscher Fußballspieler und heutiger -trainer.

## Karriere

### Jugend
Hauswald spielte in seiner frühen Jugend für den BSV 68 Sebnitz und den SV Saupsdorf. Er ging im Alter von 13 Jahren ins Fußballinternat des Dresdner SC. Er hatte zuvor mit dem SV Saupsdorf tschechisches Jugendturnier gewonnen und dabei ein entscheidendes Tor geschossen.

### Profikarriere
Seine Profikarriere begann Hauswald im Januar 2000 beim Oberligaklub FV Dresden-Nord. Zur Saison 2000/01 wechselte er zum Regionalligisten Tennis Borussia Berlin. Nachdem Tennis Borussia ein Jahr später in die Oberliga abgestiegen war, ging er zurück zu Dresden-Nord. Nachdem er dort die Saison 2001/02 gespielt hatte, wechselte er zu Rot-Weiss Essen in die Regionalliga Nord. In seiner ersten Saison bei RWE war er mit 28 Einsätzen Stammspieler, wurde jedoch in der Hinrunde 2003/04 nur zwei Mal eingesetzt. Zur Rückrunde wurde er an den Ligakonkurrenten Preußen Münster ausgeliehen. Zum Beginn der Saison 2004/05 verließ er Essen endgültig und wechselte zum 1. FC Union Berlin. Mit Union stieg er, wie zuvor schon mit TeBe Berlin, in die NOFV-Oberliga Nord ab. Daraufhin wechselte er zum Zweitligisten Eintracht Braunschweig, bei dem er in anderthalb Jahren auf insgesamt 25 Liga-Einsätze kam. Nachdem er in der Hinrunde der Saison 2006/07 nur auf sechs Spiele gekommen war, wechselte er zum Nord-Regionalligisten Holstein Kiel, mit dem er in die Oberliga Nord abstieg. Ab August 2007 stand Hauswald für vier Jahre beim Drittligisten Rot-Weiß Erfurt unter Vertrag. Zur Saison 2011/12 wechselte er zum Regionalligisten Eintracht Trier, der ihn am 2. November 2011 freistellte. In der Saison 2012/13 wechselte Hauswald zum ZFC Meuselwitz. Ab dem 1. Juli 2013 spielte er in der Regionalliga Nordost bei Wacker Nordhausen. Im Sommer 2015 beendete er bei diesem Verein seine Karriere.